# 瓦列里·卡尔平
瓦列里·格奥尔基耶维奇·卡尔平（俄语：Валерий Георгиевич Карпин；1969年2月2日—），是已退役的足球运动员，司職中場。他現在是罗斯托夫的主教練。
雖然卡尔平出生于愛沙尼亞，他代表獨聯體及俄罗斯參加了1994世界杯，1996歐洲國家杯及2002年世界杯。他是俄罗斯在1990年代的主力球員之一。一共為俄罗斯上陣72場, 踢進17球（代表獨聯體出戰一場）。

## 职业生涯

### 莫斯科斯巴达克
卡尔平1990年加入莫斯科斯巴达克﹐在1992到1994年的三年間為球隊連續奪得三屇俄羅斯超級聯賽冠軍。

### 西班牙
1994年夏天﹐卡尔平離開俄羅斯轉到西甲的皇家蘇斯達 ,2年後加入巴伦西亚 ,一季後轉會到維戈塞爾塔 。在維戈塞爾塔的五個球季﹐卡尔平達到個人职业生涯的頂點﹐在卡尔平跟另一位俄羅斯球員莫斯特沃伊的幫助下﹐球會連續三年踢進歐洲足協杯最後八強﹐也是2001年西班牙國王杯亞軍。2002夏天﹐卡尔平回到在西班牙的第一家俱樂部皇家蘇斯達，協助他們在2002-03年成為聯賽亞軍，2003-04年歐洲聯賽冠軍杯十六強。2005年夏天﹐卡尔平退役。

## 教练生涯
2008年8月﹐他被任命為莫斯科斯巴达克的總監。2009年9月﹐他代替劳德鲁普成為暫代主教練﹐後來延長到2011-12球季完結為止。2012年11月﹐在另一位主教練艾瑪利被開除後﹐卡尔平再次成為莫斯科斯巴达克的暫代主教練﹐後來正式擔任主教練。在2014年3月﹐卡尔平跟莫斯科斯巴达克解除合約﹐在同年8年成為西乙球隊马略卡的主教練。
2015年﹐他成為剛升級到俄罗斯全国足球联赛的阿尔马维尔鱼雷的主教練。由於球隊護級失敗﹐他在2016年6月離開球隊。
2017年12月﹐卡尔平被任命為罗斯托夫的主教練﹐簽下兩年六個月的合約。

## 荣誉
莫斯科斯巴达克:
- 俄羅斯超級聯賽: 1992年, 1993年, 1994年
- 俄羅斯盃: 1992年

塞尔塔:
- 国际托托杯: 2000年